# Lycosa dacica
Lycosa dacica este o specie de păianjeni din genul Lycosa, familia Lycosidae. A fost descrisă pentru prima dată de Pavesi, 1898.
Este endemică în România. Conform Catalogue of Life specia Lycosa dacica nu are subspecii cunoscute.